# Ausonia (Laci)
Ausonia és una localitat i comune italià de la província de Frosinone, regió de Laci, amb 2.623 habitants.
Ausonia és una ciutat i comuna al sud del Laci, al centre d'Itàlia. Pren el seu nom dels ausonis (auruncis). A les rodalies hi havia l'antiga ciutat d'Ausona (membre de la Auruncan Pentàpolis) que va ser destruïda pels romans l'any 314 abans de Crist. A l'edat mitjana era coneguda com a Fratte.
| Gràfica d'evolució de Ausonia entre 1861 i 2001 |
|                                                 |